# Europameisterschaften der Rhythmischen Sportgymnastik 2015
Die 31. Europameisterschaften der Rhythmischen Sportgymnastik (offiziell 31th European Rhythmic Gymnastics Championships) fanden vom 1. bis 3. Mai 2015 in Minsk, Belarus, in der Minsk-Arena statt. Nach 2011 war Minsk zum zweiten Mal Gastgeber.

## Zeitplan
Freitag, 1. Mai.
- 10:00–12:10 Uhr Qualifikation Junioren Gruppe 1. Präsentation
- 14:00–15:45 Uhr Qualifikation Gruppe C Reifen und Ball
- 16:00–18:00 Uhr Qualifikation Gruppe B Reifen und Ball
- 18:15–19:00 Uhr Eröffnung
- 19:15–21:00 Uhr Qualifikation Gruppe A Reifen und Ball

Samstag, 2. Mai
- 10:00–12:15 Uhr Qualifikation Junioren Gruppe 2. Präsentation
- 14:00–16:00 Uhr Qualifikation Gruppe B Keulen und Band
- 16:15–18:00 Uhr Qualifikation Gruppe C Keulen und Band
- 18:15–20:00 Uhr Qualifikation Gruppe A Keulen und Band

Sonntag, 3. Mai
- 11:00–11:45 Uhr Gerätfinale Junioren
- 13:30–14:20 Uhr Gerätfinale Reifen und Ball
- 14:55–15:45 Uhr Gerätfinale Keulen und Band

(alle Zeiten Ortszeit Minsk)

## Siegerinnen
| Disziplin            | Gold                                                          | Punkte  | Silber                                      | Punkte  | Bronze                                                      | Punkte  |
| -------------------- | ------------------------------------------------------------- | ------- | ------------------------------------------- | ------- | ----------------------------------------------------------- | ------- |
| Mannschaftsmehrkampf | Russland Jana Kudrjawzewa Margarita Mamun Alexandra Soldatowa | 150,173 | Belarus Kazjaryna Halkina Melizina Stanjuta | 144,556 | Ukraine Wiktorija Masur Hanna Risatdinowa Eleonora Romanowa | 139,798 |
| Reifen               | Margarita Mamun                                               | 19,000  | Melizina Stanjuta                           | 18,500  | Kazjaryna Halkina                                           | 17,950  |
| Ball                 | Jana Kudrjawzewa                                              | 19,066  | Margarita Mamun                             | 18,950  | Melicina Stanjuta                                           | 18,466  |
| Keulen               | Jana Kudrjawzewa                                              | 19,116  | Hanna Risatdinowa                           | 18,400  | Kazjaryna Halkina Melizina Stanjuta                         | 18,033  |
| Band                 | Jana Kudrjawzewa                                              | 18,900  | Melizina Stanjuta                           | 18,133  | Marina Durunda                                              | 18,000  |